# 古津村
古津村（ふるつむら）は、かって岐阜県稲葉郡にあった村である。
現在の岐阜市長良古津に該当し、長良川北岸に位置する。
元々は厚見郡の村であったが、方県郡、稲葉郡と変更されている。

## 歴史
- 1889年（明治22年）7月1日 -
  - 町村制により古津村が発足。
  - 所属が厚見郡から方県郡に変更される。
- 1897年（明治30年）4月1日[1] - 方県郡の一部、厚見郡、各務郡が合併し、稲葉郡となる。古津村は稲葉郡の村となる。
- 1897年（明治30年）4月1日 - 長良村、雄総村、志段見村、福光村と合併し、改めて長良村が発足。同日、古津村は廃止。